# 나카시마 다이키
나카시마 다이키(일본어: 中島 大貴, 1995년 1월 17일~)는 일본의 축구 선수이다.

## 구단 경력
그는 2017년 J2리그의 가마타마레 사누키에 입단했다. 2018년까지 36경기에 출전하여, 1득점을 넣었다. 2019년 J3리그의 블라우블리츠 아키타로 이적했다. 2019년후 현역 은퇴.